# Yanet Cruz
Yanet Cruz (ur. 8 lutego 1988) – kubańska lekkoatletka specjalizująca się w rzucie oszczepem.
W 2005 w Marrakeszu zdobyła brązowy medal mistrzostw świata juniorów młodszych. Medalistka mistrzostw Ameryki Środkowej i Karaibów. Reprezentowała Kubę na igrzyskach olimpijskich (Pekin 2008) – zajęła 19. miejsce w eliminacjach nie kwalifikując się do finału. W 2011 zdobyła brązowy medal igrzysk panamerykańskich.

## Rekordy życiowe
- rzut oszczepem – 63,50 (2011)